# Mại dâm tại Bắc Triều Tiên
Mại dâm tại Cộng hòa Dân chủ Nhân dân Triều Tiên  theo quy định pháp luật sở tại là bất hợp pháp và bị Chính phủ Cộng hòa Dân chủ Nhân dân Triều Tiên không cho phép tồn tại ở quốc gia này. CHDCND Triều Tiên có quan điểm thường coi các tệ nạn này là ảnh hưởng của chủ nghĩa tư bản và mạnh tay truy quét những người vi phạm nhưng tình hình thực tế thì tệ nạn mại dâm vẫn tồn tại ở đất nước CHDCND Triều Tiên Các nhà chức trách CHDCND Triều Tiên cho hay, họ sẽ có biện pháp để triệt phá các hoạt động mại dâm ngầm nhưng vẫn còn lưỡng lự vì cuộc sống của nhiều người phụ thuộc vào hoạt động này.

## Diễn biến

### Trước nạn đói
Cùng với văn hóa Á Đông, nhìn chung, xã hội CHDCND  Triều Tiên có cách nhìn khắt khe với vấn đề tình dục nam nữ và mại dâm do đó cùng với nhiều xã hội Á Đông khác, mại dâm bị hạn chế nhiều, do đó trong quá khứ, mại dâm ở CHDCND Triều Tiên thường chỉ tồn tại gần các doanh trại quân đội hoặc các bến tàu, tuy nhiên hiện nay ngày càng nhiều cô gái trẻ ở Triều Tiên bán thân để nuôi miệng hoặc kiếm tiền mua mỹ phẩm, điện thoại hoặc trang trải cho chi phí lấy chồng.

### Sau nạn đói
Đợt đói kéo dài liên miên vào những năm 1990 khiến hàng nghìn người Triều Tiên phải tìm đến biên giới Trung – Triều để tìm việc và kiếm ăn và cũng từ nạn đói này đã đẩy nhiều phụ nữ đến với nghề mại dâm để nuôi sống gia đình và bản thân họ. Dần dà kể từ đó, chuyện tình dục cũng có quan niệm mở hơn, đồng nghĩa với nạn buôn bán người và mại dâm cũng gia tăng. Nhiều phụ nữ tình nguyện hoặc bị buộc phải làm gái mại dâm vì bán thân là cách duy nhất để họ duy trì sự sống lúc bấy giờ, Tỷ lệ ly hôn tăng cao, nhiều gia đình ly tán, nhiều cặp vợ chồng tự sống xa nhau mà không cần nộp đơn ly dị. Nếu các cặp vợ chồng sống ly thân, thực chất họ đã ly hôn. Phụ nữ bị bỏ rơi không được pháp luật bảo vệ và họ tìm đến mại dâm.

### Từ năm 2000
Một thời gian sau nạn đói, tình trạng mại dâm ở CHDCND Triều Tiên bắt đầu bùng phát từ giữa những năm 2000, và đến hiện tại ngay cả các sinh viên đại học cũng bắt đầu tìm đến với nghề mại dâm, và khách hàng của họ thường là các quan chức cấp cao.  Hoạt động bán dâm diễn ra ở nhà ga, quán bar, nhà hàng... Một số phụ nữ tìm đến với công việc bán dâm trên đường phố sau khi hôn nhân tan vỡ, một số khác coi đó là nghề kiếm sống và tình nguyện làm mại dâm và có cô còn mang thai ngoài ý muốn. Ở một số vùng của Triều Tiên, các loại bệnh lây qua đường tình dục cũng đang gia tăng mạnh
Tệ nạn mại dâm đang ngày càng phổ biến ở CHDCND Triều Tiên, đặc biệt là ở các khu vực giáp ranh với Trung Quốc, tại đây, bao cao su là mặt hàng bán chạy nhất ở khu chợ Hyesan, tỉnh Ryanggang (giáp ranh với Trung Quốc). Sự bùng nổ về tình dục tại Triều Tiên bắt đầu từ những bộ phim khiêu dâm do Trung Quốc sản xuất và nhập vào CHDCND Triều Tiên. Cả hai giới đều dễ bị ảnh hưởng bởi các bộ phim này của Trung Quốc vì họ rất ít hoặc không được giáo dục về tình dục. Hậu quả là, nhiều người từng sống ở Triều Tiên bỏ trốn sang Hàn Quốc bị chứng nghiện tình dục sau khi xem những bộ phim của Trung Quốc.
Một kết quả kiểm tra sức khỏe cho những thanh niên 16 tuổi đăng ký nghĩa vụ quân sự ở Chongjin cho thấy hơn 60% thiếu nữ CHDCND Triều Tiên đã từng quan hệ tình dục  và một ước tính khoảng gần 10.000 phụ nữ Triều Tiên đã sang Trung Quốc, nhiều người trong số họ trở thành nô lệ tình dục. Từ năm 2005, 60-70% những người Triều Tiên trốn sang Trung Quốc là phụ nữ, 70-80% trong số đó trở thành nạn nhân của nạn buôn bán người.

## Mại dâm nhà nước
Theo quan điểm của Phương Tây thì CHDCND Triều Tiên có tồn tại trong bộ máy chính phủ một nhóm phụ nữ gọi là Kippumjo hay còn gọi là Lữ đoàn phục vụ niềm vui bao gồm các thiếu nữ từ 14 đến 20 tuổi nhằm biểu diễn và phục vụ cho nhu cầu tình dục của các lãnh đạo cấp cao của Đảng và Nhà nước CHDCND Triều Tiên đặc biệt là phục vụ cho cha con Kim Nhật Thành, Kim Chính Nhật và lữ đoàn này do đích thân Kim Chính Nhật tổ chức và lựa chọn để phục vụ cho bố mình và cho bản thân mình. Đây được coi là những nô lệ tình dục, sau khi phục vụ cho các lãnh tụ vĩ đại và lãnh đạo thì những cô gái này được gả cho những cận vệ của các lãnh đạo Triều Tiên.